# Жах підземелля
Жах підземелля (англ. Cellar Dweller) — американський фільм жахів 1987 року.

## Сюжет
Художник коміксів Колін Чілдресс, закрившись в підвалі свого будинку, малює невинні хоррор-комікси, надихаючись подібною до Некрономику книгою з пентаграммою, і помилково закликає в реальний світ здоровенне чудовисько. Щоб якось дати цьому раду, Колін вирішує спалити всі свої малюнки, що не допомагає, натомість разом з чудовиськом гине у вогні і він сам. 30 років потому, до цього нещасливого будинку приїжджає молода художниця Вітні Тейлор, яка є великою шанувальницею творчості Коліна Чілдресса, і просить домовласницю місіс Бріґґс щоб їй дозволили малювати комікси в підвалі, де 30 років тому загинув Чілдресс. Знайшовши у підвалі злощасну книгу, Вітні робить ту ж помилку, що колись і Колін, вона теж випускає чудовисько на свободу, поставивши своє життя і життя домочадців під велику загрозу.

## У ролях
- Івонн Де Карло — місіс Бріггс
- Дебра Фарентіно — Вітні Тейлор
- Брайан Роббінс — Філіп Лемлей
- Памела Беллвуд — Аманда
- Шеріл Енн Вілсон — Ліза
- Вінс Едвардс — Норман Мешелскі
- Джеффрі Комбс — Колін Чілдресс
- Флойд Левайн — таксист
- Майкл Дік — Істота